# Фролов, Александр Владимирович
Алекса́ндр Влади́мирович Фроло́в  (род. 17 мая 1964, Тула) — российский предприниматель, долларовый миллиардер, совладелец группы Евраз, председатель совета директоров ПАО «Распадская».

## Биография
Александр Фролов родился 17 мая 1964 года в городе Тула.
В 1987 году с отличием окончил Московский физико-технический институт, там же в 1991 году получил степень кандидата физико-математических наук.
Был научным сотрудником Института атомной энергии им. И. В. Курчатова. Автор ряда научных публикаций.
В 1994 году начал работу в компании «ЕвразМеталл» (основана 28 февраля 1992 года Александром Абрамовым), в 2002—2004 годах был ее финансовым директором. С 2004 по 2006 год занимал должность старшего исполнительного вице-президента Evraz Group S.A., c 2007 года по 2012 год — должность президента компании. В 2006—2008 годах был председателем совета директоров Evraz Group S.A. С октября 2011 года по сентябрь 2021 года — президент EVRAZ plc. В марте 2022 года вышел из совета директоров EVRAZ plc.
При непосредственном участии Фролова консолидированная прибыль холдинга в первом полугодии 2004 года достигла 600 миллионов долларов. По итогам 2020 года прибыль Evraz составила 858 миллионов долларов.
В марте 2012 года зарегистрировался по месту жительства в Новокузнецке, чтобы платить налоги в Кузбассе, где работают крупнейшие предприятия компании.

## Санкции
2 ноября 2022 года, на фоне вторжении России на Украину, включён в список санкций Великобритании из-за связи с Романом Абрамовичем, кроме того, его работа «позволила Путину мобилизовать российскую промышленность для поддержки войны». 
По аналогичным основаниям включён в санкционный список Украины и Новой Зеландии

## Состояние
Обладая личным состоянием 2,3 млрд долларов, в 2022 году занял 37 место в списке 88 российских миллиардеров, 1341-е в мире (по версии журнала Forbes). А в 2024 году занял 54 место среди 125 миллиардеров России в рейтинге Forbes с состоянием 2800 миллионов долларов.

## Хобби
Увлекается горнолыжным спортом, неоднократно становился победителем и призёром любительских состязаний в слаломе. Является одним из главных организаторов и спонсоров корпоративных соревнований имени Андрея Севенюка (1970—2004), старшего вице-президента Евраза, погибшего в результате несчастного случая на заполярной рыбалке. Участвовал в крупных благотворительных проектах, в частности — восстановления Валаамского Спасо-Преображенского монастыря.

## Семья
Женат, имеет сына.
Сын — Александр Фролов-младший (род. 1988) — живёт в Лондоне, генеральный директор и сооснователь венчурного фонда Target Global. Один из самых состоятельных наследников среди потомства российских долларовых миллиардеров. В рейтинге Forbes от 27 мая 2022 года находился на 17-м месте среди богатейших наследников миллиардеров России, а его доля как единственного сына А. В. Фролова оценивалась в 2,7 млрд долларов..